# Tommy Quinn
Thomas Andrew Quinn (ur. 4 grudnia 1989 w Ballymena) – irlandzki zawodnik mieszanych sztuk walki, mistrz MMA Total Combat w wadze średniej z 2019 roku, w przeszłości walczył także dla Bellator MMA czy Cage Warriors, aktualnie związany z polską federacją KSW. 

## Kariera MMA

### Pierwsze walki, Cage Warriors i Bellator MMA
Pierwsze kroki w zawodowej karierze stawiał w 2008 roku na lokalnych brytyjskich galach. Po czterech zwycięstwach związał się z organizacją Cage Warriors, dla której w latach 2012-2017 stoczył cztery pojedynki. W 2019 roku związał się z amerykańską federacją Bellator MMA, a jego debiut dla tej organizacji miał miejsce 9 lutego 2019 roku na gali w Newcastle, gdzie wygrał w pierwszej rundzie z Martinem Hudsonem.

### KSW
W 2022 roku podpisał kontrakt z polską organizacją Konfrontacją Sztuk Walki i finalnie zadebiutował 19 marca na gali KSW 68 w starciu z Albertem Odzimkowskim. Walka początkowo zakończyła się zwycięstwem Polaka przez TKO w pierwszej rundzie, po tym jak Odzimkowski trafił uklękniętego Quinna mocnym kolanem w głowę, a następnie dobił ciosami w parterze upadającego Irlandczyka. Po przeanalizowaniu kontrowersyjnej sytuacji werdykt pojedynku został zmieniony na nieodbyty (no contest) w związku z zaistniałą sytuacją. Do rewanżu zawodników doszło kilka miesięcy później, podczas gali KSW 70. Tym razem Quinn przegrał przez kontuzję ręki w pierwszej rundzie.

## Lista zawodowych walk MMA
| Wynik     | Bilans | Przeciwnik                    | Rozstrzygnięcie                       | Runda | Czas | Rozgrywki                             | Data       | Miejsce            | Uwagi                                                                         |
| --------- | ------ | ----------------------------- | ------------------------------------- | ----- | ---- | ------------------------------------- | ---------- | ------------------ | ----------------------------------------------------------------------------- |
| Przegrana | 9-6-1  | Albert Odzimkowski (11-6-1NC) | TKO (kontuzja ręki)                   | 1     | 2:56 | KSW 70: Pudzian vs. Materla           | 28.05.2022 | Łódź               | Walka w umownym limicie -85,5 kg                                              |
| Nieodbyta | 9-5-1  | Albert Odzimkowski (11-6)     | No contest (nielegalne kolano rywala) | 1     | 2:21 | KSW 68: Parnasse vs. Rutkowski        | 19.03.2022 | Radom              | Początkowo zwycięstwo Odzimkowskiego przez TKO (ciosy w parterze) w 1 rundzie |
| Wygrana   | 9-5    | Liam Gregory (0-3)            | TKO (ciosy pięściami)                 | 1     | ?    | MMA Total Combat 79                   | 15.06.2019 | Spennymoor         | Zdobył pas mistrzowski MMATC w wadze średniej                                 |
| Wygrana   | 8-5    | Martin Hudson (4-6)           | KO (ciosy pięściami)                  | 1     | 3:02 | Bellator Newcastle: Pitbull vs. Scope | 09.02.2019 | Newcastle          |                                                                               |
| Przegrana | 7-5    | Konrad Iwanowski (6-3)        | Decyzja (jednogłośna)                 | 3     | 5:00 | MTK MMA 5: The Rising                 | 17.11.2018 | Houghton-le-Spring | Walka o pas mistrzowski MTK MMA w wadze średniej. Main Event                  |
| Wygrana   | 7-4    | Vincent del Guerra (25-19)    | TKO (ciosy pięściami)                 | 2     | 1:32 | MTK MMA 3                             | 21.07.2018 | Newcastle          | Main Event                                                                    |
| Przegrana | 6-4    | Lee Chadwick (21-13-1)        | Poddanie (gilotyna w stójce)          | 1     | 0:58 | Cage Warriors 82                      | 01.04.2017 | Liverpool          |                                                                               |
| Przegrana | 6-3    | Matt Inman (16-7)             | Decyzja (jednogłośna)                 | 3     | 5:00 | M4TC 19: Karma                        | 28.11.2015 | Houghton-le-Spring | Walka o pas mistrzowski M4TC w wadze półśredniej                              |
| Przegrana | 6-2    | Lewis Long (9-3)              | Poddanie (duszenie zza pleców)        | 2     | 4:26 | M4TC 17                               | 23.05.2015 | Houghton-le-Spring | Waga półśrednia. Main Event                                                   |
| Wygrana   | 6-1    | Dan Hope (10-5)               | TKO (ciosy pięściami)                 | 2     | 1:23 | Cage Warriors 62                      | 07.12.2013 | Newcastle          | Walka w umownym limicie -79,8 kg                                              |
| Wygrana   | 5-1    | Philip Mulpeter (5-2)         | Decyzja (większościowa)               | 3     | 5:00 | Cage Warriors 51                      | 31.12.2012 | Dublin             | Waga półśrednia                                                               |
| Przegrana | 4-1    | Jack Mason (19-10)            | Decyzja (niejednogłośna)              | 3     | 5:00 | Cage Warriors 47                      | 02.06.2012 | Dublin             | Walka w umownym limicie -80 kg                                                |
| Wygrana   | 4-0    | Shaun Lomas (3-3)             | Decyzja (jednogłośna)                 | 3     | 5:00 | King of the Ring 12: Rock City        | 13.09.2009 | Nottingham         |                                                                               |
| Wygrana   | 3-0    | Stephen Fenwick (1-3)         | Poddanie                              | 1     | 3:12 | NFL: All or Nothing                   | 08.08.2008 | Newcastle          |                                                                               |
| Wygrana   | 2-0    | Stephen King (0-1)            | Decyzja (jednogłośna)                 | 2     | 5:00 | Cage of Truth 2                       | 08.03.2008 | Dublin             |                                                                               |
| Wygrana   | 1-0    | Darragh O'Conaill (0-0)       | ?                                     | ?     | ?    | UC 1: Battle on the Border            | 04.03.2008 | Newry              | Debiut w MMA                                                                  |